# Eagle Eyes
Eagle Eyes is een nummer van de Duitse dj Felix Jaehn en de Belgische dj Lost Frequencies uit 2015, met vocalen van de Singaporese zangeres Linying.
Het nummer bereikte enkel de hitlijsten in België en Nederland. De originele versie bemachtigde de 18e positie in de Vlaamse Tipparade, maar deed niets in de Nederlandse hitlijsten. De Maastrichtse dj's Lucas & Steve legden hun hand aan een remix van het nummer, die de 14e positie bereikte in de Nederlandse Tipparade, maar in Vlaanderen geen hitlijsten bereikte.